# Werner Dörffler-Schuband
Werner Dörffler-Schuband (* 15. Dezember 1892 in Zeitz; † 27. September 1959 in Bad Tölz) war ein deutscher SS-Brigadeführer und Generalmajor der Waffen-SS.

## Leben
Werner Dörffler-Schuband war Sohn des Obersteuerkontrolleurs Adolf Schuband. Nach dem Gymnasialbesuch in Potsdam entschied er sich für die Militärlaufbahn in der Preußischen Armee und trat im März 1910 in das 3. Lothringische Infanterie-Regiment Nr. 135 in Diedenhofen ein. Zwischenzeitlich besuchte er die Kriegsschule in Danzig und wurde im August 1913 mit Patent vom 19. August 1911 zum Leutnant befördert. Nach Ausbruch des Ersten Weltkrieges war er von April bis September 1915 als Adjutant und Ordonnanzoffizier beim Rekrutenbataillon des XVI. Armee-Korps eingesetzt. Danach absolvierte er eine Ausbildung zum Flugzeugbeobachter bei der Fliegerersatzabteilung 9 und besuchte von November 1915 bis Januar 1916 die Beobachterschule Posen. Anschließend war er bei der Fliegerersatzabteilung 10 tätig und leitete ab April 1916 für ein Jahr die Motorenschule Wangen-Untertürkheim der Daimler-Motorenwerke. Schließlich gehörte er dem Stab des Kommandierenden Generals der Luftstreitkräfte an, diente wieder bei einer Fliegerabteilung und wurde unter anderem an die Fliegerschule Schwerin gesandt. Bis Kriegsende wurde er mehrfach ausgezeichnet, unter anderem mit dem Eisernen Halbmond und nach dem Friedensschluss als Hauptmann aus dem Militärdienst verabschiedet.
In der Zeit der Weimarer Republik bis zum Beginn der Zeit des Nationalsozialismus gehörte Dörffler-Schuband bis März 1934 dem Vorstand der Fleischkonservenfabrik Oscar Dörffler AG an. Noch vor der Machtergreifung durch die Nationalsozialisten trat er zum 1. Januar 1933 der NSDAP bei (Mitgliedsnummer 1.427.198) und wurde bald darauf Mitglied der Schutzstaffel (SS-Nummer 112.955). An der entstehenden SS-Junkerschule Bad Tölz lehrte er ab 1934 im Rahmen der Ausbildung von SS-Offizieren die Fächer Taktik und Flugwesenlehre. Anfang Dezember 1937 wurde er zum Stab der SS-Standarte „Germania“ kommandiert und übernahm dort Anfang April 1938 das Kommando über das I. Bataillon und Anfang Mai 1939 über das II. Bataillon. Während des Zweiten Weltkriegs war er von November 1940 bis August 1942 und von August 1943 bis März 1944 Kommandeur der SS-Junkerschule Bad Tölz sowie zwischenzeitlich als Kommandeur des 8. SS-Infanterie-Regiments und bei der SS-Kampfgruppe „Fegelein“ eingesetzt. Im Herbst 1943 stieg er bis zum SS-Brigadeführer und Generalmajor der Waffen-SS auf. Ab Mitte März 1944 war er Chef des Amtes XI bei der Amtsgruppe B im SS-Führungshauptamt und zuletzt ab Februar 1945 Chef des Amtes II der Amtsgruppe A im SS-Personalhauptamt.
Nach Kriegsende befand er sich in alliierter Internierung und verfasste zu Ende April 1947 eine Studie zur Ausbildung des SS-Führernachwuchses für die Historical Division der US-Army, die laut dem Militärhistoriker Jens Westemeier „kaum Auskünfte zu Ausbildungsinhalten“ liefert und „im Kern eine Propagandaschrift“ darstellt.